# Eerste klasse 2010-11 (voetbal België)
Het seizoen 2010/11 van de Belgische Jupiler Pro League startte op 30 juli 2010 en eindigde op 17 mei 2011. KRC Genk werd kampioen en behaalde zijn derde landstitel, negen jaar na de vorige.

## Gepromoveerde teams
Deze teams promoveerden uit de Tweede Klasse 2009-10 voor de start van het seizoen:
- K. Lierse SK (kampioen) Keerde na 3 seizoenen terug naar de hoogste afdeling en nam de plaats in van Excelsior Moeskroen.
- KAS Eupen (winnaar eindronde) Eerste seizoen in de hoogste afdeling en nam de plaats in van KSV Roeselare.

## Degraderende teams
Deze teams degradeerden naar Tweede Klasse op het eind van het seizoen:
- Sporting Charleroi (Play-off III) degradeerde na 26 seizoenen op het hoogste niveau.
- KAS Eupen (verlies van eindronde) degradeerde na 1 seizoen op het hoogste niveau.

## Clubs
Zestien clubs speelden in 2010/11 in Eerste Klasse. De meeste clubs kwamen uit Vlaanderen, slechts drie clubs kwamen uit Wallonië en één uit Brussel. De best vertegenwoordigde provincies waren West-Vlaanderen en Antwerpen (elk vier clubs). Limburg, Oost-Vlaanderen en Luik werden elk vertegenwoordigd door twee clubs, Henegouwen door één club. De provincies Vlaams-Brabant, Waals-Brabant, Namen en Luxemburg hadden geen vertegenwoordiger in de hoogste reeks. Het Brussels Hoofdstedelijk Gewest werd vertegenwoordigd door RSC Anderlecht.
| # kaart | Stam- nummer | Club                                 | Plaats       | # seiz. 1e klasse |
| ------- | ------------ | ------------------------------------ | ------------ | ----------------- |
| 1       | 7            | KAA Gent                             | Gent         | 72                |
| 2       | 35           | RSC Anderlecht                       | Anderlecht   | 80                |
| 3       | 3530         | Germinal Beerschot                   | Antwerpen    | 23                |
| 4       | 12           | Cercle Brugge KSV                    | Brugge       | 75                |
| 5       | 22           | Royale Sporting du Pays de Charleroi | Charleroi    | 47                |
| 6       | 3            | Club Brugge KV                       | Brugge       | 89                |
| 7       | 4276         | KAS Eupen                            | Eupen        | 1                 |
| 8       | 19           | KV Kortrijk                          | Kortrijk     | 24                |
| 9       | 25           | YR KV Mechelen                       | Mechelen     | 61                |
| 10      | 224          | K. Lierse SK                         | Lier         | 71                |
| 11      | 282          | K.S.C. Lokeren Oost-Vlaanderen       | Lokeren      | 34                |
| 12      | 322          | KRC Genk                             | Genk         | 29                |
| 13      | 373          | Sint-Truidense VV                    | Sint-Truiden | 37                |
| 14      | 16           | Standard Luik                        | Luik         | 92                |
| 15      | 2024         | KVC Westerlo                         | Westerlo     | 14                |
| 16      | 5381         | SV Zulte Waregem                     | Waregem      | 6                 |

### Personen en sponsors
| #  | Club                                 | Plaats       | Stadion                        | Capaciteit | Trainer             | Vorige trainers seizoen 2010-11 | Aanvoerder                       | Shirtsponsor  | Hoofdsponsor(s)     |
| -- | ------------------------------------ | ------------ | ------------------------------ | ---------- | ------------------- | ------------------------------- | -------------------------------- | ------------- | ------------------- |
| 1  | KAA Gent                             | Gent         | Jules Ottenstadion             | 12.919     | Francky Dury        |                                 | Bernd Thijs                      | JAKO          | VDK Spaarbank       |
| 2  | RSC Anderlecht                       | Anderlecht   | Constant Vanden Stockstadion   | 21.500     | Ariël Jacobs        |                                 | Olivier Deschacht                | Adidas        | BNP Paribas         |
| 3  | KFC Germinal Beerschot               | Antwerpen    | Olympisch Stadion              | 12.771     | Jacky Mathijssen    | Glen De Boeck                   | Wim De Decker / Philippe Clement | Joma          | Quick               |
| 4  | Cercle Brugge                        | Brugge       | Jan Breydelstadion             | 29.042     | Bob Peeters         |                                 | Denis Viane                      | Masita        | ADMB                |
| 5  | Royale Sporting du Pays de Charleroi | Charleroi    | Stade du Pays de Charleroi     | 25.887     | László Csaba        | Jacky Mathijssen / Tibor Balog  | Maxime Brillault                 | Jartazi       | VOO                 |
| 6  | Club Brugge                          | Brugge       | Jan Breydelstadion             | 29.042     | Adrie Koster        |                                 | Carl Hoefkens                    | Puma          | Dexia               |
| 7  | KAS Eupen                            | Eupen        | Kehrwegstadion                 | 8.400      | Albert Cartier      | Dany Ost / Eziolino Capuano     | Danijel Milićević                | Macron        | Massen              |
| 8  | KV Kortrijk                          | Kortrijk     | Guldensporenstadion            | 9.399      | Hein Vanhaezebrouck |                                 | Karim Belhocine                  | Nike          | Vasco Data Security |
| 9  | KV Mechelen                          | Mechelen     | Argosstadion Achter de Kazerne | 13.213     | Marc Brys           |                                 | Joachim Mununga / Julien Gorius  | Joma          | Telenet             |
| 10 | K. Lierse SK                         | Lier         | Herman Vanderpoortenstadion    | 14.538     | Trond Sollied       | Aimé Anthuenis / Eric Van Meir  | Tomasz Radzinski / Jurgen Cavens | JAKO          | Wadi Degla          |
| 11 | KSC Lokeren Oost-Vlaanderen          | Lokeren      | Daknamstadion                  | 9.560      | Peter Maes          |                                 | Killian Overmeire                | Jartazi       | Q Team              |
| 12 | KRC Genk                             | Genk         | Cristal Arena                  | 24.956     | Franky Vercauteren  |                                 | David Hubert / Dániel Tőzsér     | Nike          | Carglass & Euphony  |
| 13 | Sint-Truidense VV                    | Sint-Truiden | Stayen                         | 17.850     | Guido Brepoels      |                                 | Peter Delorge                    | Lotto         | Belisol             |
| 14 | Standard Luik                        | Luik         | Maurice Dufrasnestadion        | 30.023     | Dominique D'Onofrio |                                 | Steven Defour                    | Planète Rouge | Lotto               |
| 15 | KVC Westerlo                         | Westerlo     | 't Kuipje                      | 7.982      | Jan Ceulemans       |                                 | Jef Delen                        | Saller        | Willy Naessens      |
| 16 | SV Zulte Waregem                     | Waregem      | Regenboogstadion               | 10.200     | Hugo Broos          | Bart De Roover                  | Ludwin Van Nieuwenhuyze          | Patrick       | Enfinity            |

## Uitslagen en klassementen

### Reguliere competitie
|                    | GNT   | AND   | CER   | CHA   | CLU   | EUP   | GBA   | KVK   | KVM   | LIE   | LOK   | GNK   | STA   | STV   | WES   | ZWA   |
| ------------------ | ----- | ----- | ----- | ----- | ----- | ----- | ----- | ----- | ----- | ----- | ----- | ----- | ----- | ----- | ----- | ----- |
| KAA Gent           |       | 1 - 2 | 1 - 0 | 2 - 1 | 0 - 2 | 2 - 1 | 1 - 0 | 2 - 0 | 3 - 1 | 4 - 1 | 2 - 1 | 0 - 4 | 4 - 1 | 2 - 0 | 4 - 4 | 5 - 3 |
| RSC Anderlecht     | 3 - 2 |       | 1 - 0 | 4 - 1 | 2 - 2 | 4 - 1 | 4 - 0 | 3 - 0 | 5 - 0 | 6 - 0 | 0 - 0 | 1 - 1 | 2 - 0 | 2 - 0 | 2 - 0 | 0 - 0 |
| Cercle Brugge      | 0 - 1 | 1 - 0 |       | 1 - 1 | 3 - 1 | 2 - 1 | 1 - 1 | 2 - 1 | 0 - 1 | 3 - 0 | 1 - 1 | 0 - 1 | 1 - 0 | 4 - 2 | 0 - 1 | 1 - 3 |
| Sporting Charleroi | 1 - 3 | 0 - 0 | 0 - 3 |       | 0 - 5 | 2 - 0 | 2 - 0 | 0 - 0 | 0 - 0 | 0 - 1 | 1 - 2 | 1 - 3 | 0 - 2 | 1 - 0 | 0 - 1 | 2 - 0 |
| Club Brugge        | 3 - 2 | 0 - 2 | 0 - 1 | 5 - 0 |       | 4 - 0 | 1 - 0 | 4 - 1 | 1 - 2 | 2 - 0 | 2 - 1 | 2 - 2 | 2 - 2 | 4 - 1 | 4 - 3 | 2 - 0 |
| KAS Eupen          | 0 - 3 | 1 - 1 | 0 - 0 | 1 - 0 | 1 - 4 |       | 0 - 1 | 3 - 1 | 0 - 1 | 2 - 2 | 0 - 1 | 1 - 4 | 0 - 1 | 6 - 0 | 0 - 1 | 0 - 2 |
| Germinal Beerschot | 2 - 2 | 0 - 1 | 0 - 0 | 1 - 0 | 2 - 1 | 0 - 0 |       | 3 - 1 | 1 - 1 | 1 - 1 | 1 - 1 | 0 - 1 | 0 - 1 | 0 - 0 | 0 - 0 | 3 - 0 |
| KV Kortrijk        | 0 - 1 | 0 - 2 | 2 - 1 | 3 - 0 | 1 - 0 | 3 - 1 | 4 - 0 |       | 1 - 0 | 3 - 1 | 0 - 0 | 1 - 0 | 2 - 1 | 2 - 0 | 1 - 2 | 2 - 2 |
| KV Mechelen        | 1 - 1 | 0 - 0 | 2 - 2 | 2 - 0 | 0 - 1 | 2 - 0 | 5 - 1 | 1 - 0 |       | 1 - 0 | 2 - 0 | 2 - 2 | 1 - 0 | 0 - 0 | 3 - 1 | 0 - 0 |
| Lierse SK          | 2 - 2 | 1 - 1 | 0 - 1 | 1 - 0 | 0 - 0 | 1 - 1 | 2 - 2 | 1 - 2 | 2 - 1 |       | 2 - 2 | 1 - 1 | 1 - 4 | 1 - 2 | 2 - 1 | 0 - 0 |
| Sporting Lokeren   | 3 - 2 | 0 - 3 | 2 - 1 | 1 - 1 | 1 - 0 | 0 - 2 | 1 - 0 | 1 - 1 | 3 - 1 | 1 - 1 |       | 2 - 2 | 2 - 1 | 3 - 0 | 3 - 1 | 2 - 1 |
| KRC Genk           | 1 - 2 | 1 - 2 | 3 - 0 | 5 - 0 | 1 - 0 | 5 - 1 | 2 - 1 | 3 - 2 | 1 - 0 | 4 - 1 | 3 - 1 |       | 4 - 2 | 1 - 1 | 0 - 2 | 3 - 0 |
| Standard Luik      | 2 - 1 | 5 - 1 | 2 - 0 | 2 - 1 | 2 - 2 | 1 - 3 | 1 - 0 | 1 - 0 | 3 - 0 | 7 - 0 | 3 - 3 | 0 - 2 |       | 1 - 0 | 2 - 1 | 1 - 1 |
| Sint Truiden       | 1 - 1 | 0 - 2 | 0 - 3 | 3 - 2 | 2 - 1 | 1 - 1 | 1 - 0 | 1 - 0 | 0 - 1 | 1 - 0 | 0 - 2 | 0 - 2 | 1 - 0 |       | 1 - 2 | 0 - 3 |
| KVC Westerlo       | 0 - 1 | 2 - 0 | 2 - 1 | 2 - 2 | 1 - 2 | 1 - 1 | 1 - 1 | 2 - 1 | 1 - 1 | 2 - 0 | 1 - 2 | 1 - 1 | 1 - 2 | 3 - 0 |       | 1 - 1 |
| SV Zulte Waregem   | 2 - 2 | 1 - 2 | 4 - 0 | 1 - 1 | 2 - 3 | 0 - 0 | 4 - 3 | 1 - 1 | 1 - 2 | 1 - 1 | 1 - 1 | 0 - 1 | 2 - 0 | 1 - 2 | 2 - 0 |       |

klassement
|        | Nr. | Club               | P  | W  | G  | V  | +  | -  | DS  | Ptn |
| ------ | --- | ------------------ | -- | -- | -- | -- | -- | -- | --- | --- |
| PO I   | 1.  | RSC Anderlecht     | 30 | 19 | 8  | 3  | 58 | 20 | +38 | 65  |
| PO I   | 2.  | KRC Genk           | 30 | 19 | 7  | 4  | 64 | 27 | +37 | 64  |
| PO I   | 3.  | KAA Gent           | 30 | 17 | 6  | 7  | 59 | 42 | +17 | 57  |
| PO I   | 4.  | Club Brugge        | 30 | 16 | 5  | 9  | 60 | 35 | +25 | 53  |
| PO I   | 5.  | Sporting Lokeren   | 30 | 13 | 11 | 6  | 43 | 36 | +7  | 50  |
| PO I   | 6.  | Standard Luik      | 30 | 15 | 4  | 11 | 50 | 38 | +12 | 49  |
| PO II  | 7.  | KV Mechelen        | 30 | 13 | 9  | 8  | 34 | 30 | +4  | 48  |
| PO II  | 8.  | KVC Westerlo       | 30 | 11 | 8  | 11 | 41 | 40 | +1  | 41  |
| PO II  | 9.  | Cercle Brugge      | 30 | 11 | 6  | 13 | 33 | 34 | −1  | 39  |
| PO II  | 10. | KV Kortrijk        | 30 | 11 | 5  | 14 | 36 | 39 | −3  | 38  |
| PO II  | 11. | SV Zulte Waregem   | 30 | 7  | 12 | 11 | 39 | 41 | −2  | 33  |
| PO II  | 12. | Sint Truiden       | 30 | 8  | 5  | 17 | 20 | 51 | −31 | 29  |
| PO II  | 13. | Germinal Beerschot | 30 | 5  | 11 | 14 | 24 | 40 | −16 | 26  |
| PO II  | 14. | Lierse SK          | 30 | 4  | 12 | 14 | 26 | 58 | −32 | 24  |
| PO III | 15. | KAS Eupen          | 30 | 5  | 8  | 17 | 28 | 50 | −22 | 23  |
| PO III | 16. | Sporting Charleroi | 30 | 4  | 7  | 19 | 20 | 54 | −34 | 19  |

### Play-off I
|                  | AND   | GNK   | GNT   | CLU   | LOK    | STA    |
| ---------------- | ----- | ----- | ----- | ----- | ------ | ------ |
| RSC Anderlecht   |       | 2 - 0 | 4 - 1 | 0 - 0 | 3 - 4  | 1 - 3* |
| KRC Genk         | 1 - 0 |       | 3 - 0 | 3 - 1 | 2 - 1  | 1 - 1  |
| KAA Gent         | 1 - 1 | 2 - 3 |       | 1 - 1 | 2 - 2* | 1 - 3* |
| Club Brugge      | 3 - 0 | 3 - 0 | 3 - 0 |       | 0 - 0  | 1 - 1  |
| Sporting Lokeren | 1 - 2 | 0 - 2 | 1 - 1 | 0 - 1 |        | 0 - 1  |
| Standard Luik    | 2 - 1 | 2 - 1 | 1 - 0 | 1 - 0 | 3 - 0  |        |

* Zie Commotie rond de play-offs
Klassement
|    | Nr. | Club             | P  | W | G | V | +  | -  | DS  | Ptn |
| -- | --- | ---------------- | -- | - | - | - | -- | -- | --- | --- |
| K  | 1   | KRC Genk         | 10 | 6 | 1 | 3 | 16 | 12 | +4  | 51  |
| CL | 2   | Standard Luik    | 10 | 8 | 2 | 0 | 18 | 6  | +12 | 51  |
| EL | 3   | RSC Anderlecht   | 10 | 3 | 2 | 5 | 14 | 16 | −2  | 44  |
| EL | 4   | Club Brugge      | 10 | 4 | 4 | 2 | 13 | 6  | +7  | 43  |
|    | 5   | KAA Gent         | 10 | 0 | 4 | 6 | 9  | 22 | −13 | 33  |
|    | 6   | Sporting Lokeren | 10 | 1 | 3 | 6 | 9  | 17 | −8  | 31  |

Indien de punten behaald in de reguliere competitie niet deelbaar zijn door twee, worden de gehalveerde punten naar boven afgerond (in de tabel aangeduid door * in de kolom PR). Bij gelijke stand na de play-offs worden bij ploegen die op dergelijke manier een half punt extra gekregen hebben, deze halve punten weer van het totaal afgetrokken. Racing Genk eindigde hierdoor voor Standard en werd kampioen.

### Play-off II

##### Groep A
|               | CER   | KVM   | LIE    | STV   |
| ------------- | ----- | ----- | ------ | ----- |
| Cercle Brugge |       | 3 - 1 | 0 - 0* | 1 - 0 |
| KV Mechelen   | 0 - 0 |       | 4 - 3  | 1 - 1 |
| Lierse SK     | 3 - 0 | 1 - 2 |        | 1 - 1 |
| Sint Truiden  | 1 - 1 | 2 - 1 | 1 - 2  |       |

* Zie Commotie rond de play-offs
klassement
| Nr. | Club          | P | W | G | V | +  | -  | DS | Ptn |
| --- | ------------- | - | - | - | - | -- | -- | -- | --- |
| 1   | Cercle Brugge | 6 | 2 | 3 | 1 | 5  | 5  | 0  | 9   |
| 2   | Lierse SK     | 6 | 2 | 2 | 2 | 10 | 8  | +2 | 8   |
| 3   | KV Mechelen   | 6 | 2 | 2 | 2 | 9  | 10 | −1 | 8   |
| 4   | Sint Truiden  | 6 | 1 | 3 | 2 | 6  | 7  | −1 | 6   |

##### Groep B
|                    | GBA   | KVK   | WES   | ZWA   |
| ------------------ | ----- | ----- | ----- | ----- |
| Germinal Beerschot |       | 0 - 0 | 3 - 3 | 2 - 0 |
| KV Kortrijk        | 1 - 1 |       | 1 - 1 | 0 - 1 |
| KVC Westerlo       | 1 - 0 | 3 - 0 |       | 7 - 1 |
| SV Zulte Waregem   | 1 - 0 | 2 - 0 | 1 - 1 |       |

klassement
|    | Nr. | Club               | P | W | G | V | +  | -  | DS  | Ptn |
| -- | --- | ------------------ | - | - | - | - | -- | -- | --- | --- |
| EL | 1   | KVC Westerlo       | 6 | 3 | 3 | 0 | 16 | 6  | +10 | 12  |
|    | 2   | SV Zulte Waregem   | 6 | 3 | 1 | 2 | 6  | 10 | −4  | 10  |
|    | 3   | Germinal Beerschot | 6 | 1 | 3 | 2 | 6  | 6  | 0   | 6   |
|    | 4   | KV Kortrijk        | 6 | 0 | 3 | 3 | 2  | 8  | −6  | 3   |

* Westerlo naar de Europa League als Bekerfinalist omdat Bekerwinnaar Standard 2de werd in Play-Off 1.

#### Finale Play-off II
De twee winnaars van de Europa League Play-off groepen A & B nemen het tegen elkaar op in twee wedstrijden. De winnaar van deze finale speelt daarna in twee testmatchen tegen de club die vierde gerangschikt staat in de Kampioenschap Play-off. Als beide teams na deze twee wedstrijden gelijk staan dan tellen de uitdoelpunten. Als beide teams dan nog gelijk staan worden er verlengingen ingelast en indien nodig wordt de winnaar beslist door middel van strafschoppen.
|                                           |                                                           |       |               |                                                           |
| 13 mei 2011 20.30u Finale play-off II (H) | KVC Westerlo                                              | 3 - 0 | Cercle Brugge | 't Kuipje Toeschouwers: 3.800 Scheidsrechter: Luc Wouters |
| 13 mei 2011 20.30u Finale play-off II (H) | Paolo Henrique 04' Paolo Henrique 55' Evariste Ngolok 64' |       |               | 't Kuipje Toeschouwers: 3.800 Scheidsrechter: Luc Wouters |

|                                           |                                         |       |                                  |                                                                          |
| 17 mei 2011 20.30u Finale play-off II (T) | Cercle Brugge                           | 2 - 2 | KVC Westerlo                     | Jan Breydelstadion Toeschouwers: 3.500 Scheidsrechter: Alexandre Boucaut |
| 17 mei 2011 20.30u Finale play-off II (T) | Kristof D'haene 59' Oleg Iachtchouk 68' |       | 33' Daniël Chaves 89' Lens Annab | Jan Breydelstadion Toeschouwers: 3.500 Scheidsrechter: Alexandre Boucaut |

#### Barrage (UEFA Europa League)
Op 21 mei 2011 werd bekendgemaakt door de KBVB dat KVC Westerlo en Club Brugge geen testmatchen zouden spelen omdat beide ploegen daarvoor een voorstel indiende bij de KBVB, nadat Westerlo zich al voor de voorrondes van de Europe League had geplaatst door een plaats in de bekerfinale te veroveren, die dat honoreerde. Door dit besluit werden de plekken in de UEFA Europa League 2011/12 zo verdeeld: Westerlo startte in de tweede voorronde en Club Brugge begon in de derde voorronde van de Europa League.
|                        |          |             |             |  |
| 25 mei 2011 20:30 MEZT | Westerlo | Geannuleerd | Club Brugge |  |
| 25 mei 2011 20:30 MEZT |          |             |             |  |

|                        |             |             |          |  |
| 29 mei 2011 20:30 MEZT | Club Brugge | Geannuleerd | Westerlo |  |
| 29 mei 2011 20:30 MEZT |             |             |          |  |

### Play-off III - Degradatie (Best-of-five)
| Nr. | Club               | P | W | G | V | + | - | DS | Ptn |
| --- | ------------------ | - | - | - | - | - | - | -- | --- |
| 1.  | KAS Eupen          | 4 | 2 | 1 | 1 | 9 | 8 | 1  | 10* |
| 2.  | Sporting Charleroi | 4 | 1 | 1 | 2 | 8 | 9 | −1 | 4   |

* 3 punten bonus voor de 15e uit de stand van de reguliere competitie.
| Datum    | Thuis     | Score  | Uit       |
| -------- | --------- | ------ | --------- |
| 2 april  | Eupen     | 3 - 2  | Charleroi |
| 9 april  | Charleroi | 2 - 0  | Eupen     |
| 16 april | Eupen     | 4 - 2  | Charleroi |
| 23 april | Charleroi | 2 - 2  | Eupen     |
| 30 april | Eupen     | n.v.t. | Charleroi |

* Zie Commotie rond de play-offs
Charleroi degradeerde na 26 seizoenen in de hoogste afdeling naar Tweede Klasse. KAS Eupen kwalificeerde zich voor een eindronde met drie teams uit tweede klasse. Eupen eindigde daarin als laatste, zodat ook Eupen degradeerde naar tweede klasse, na één seizoen in de hoogste afdeling.

## Topscorers

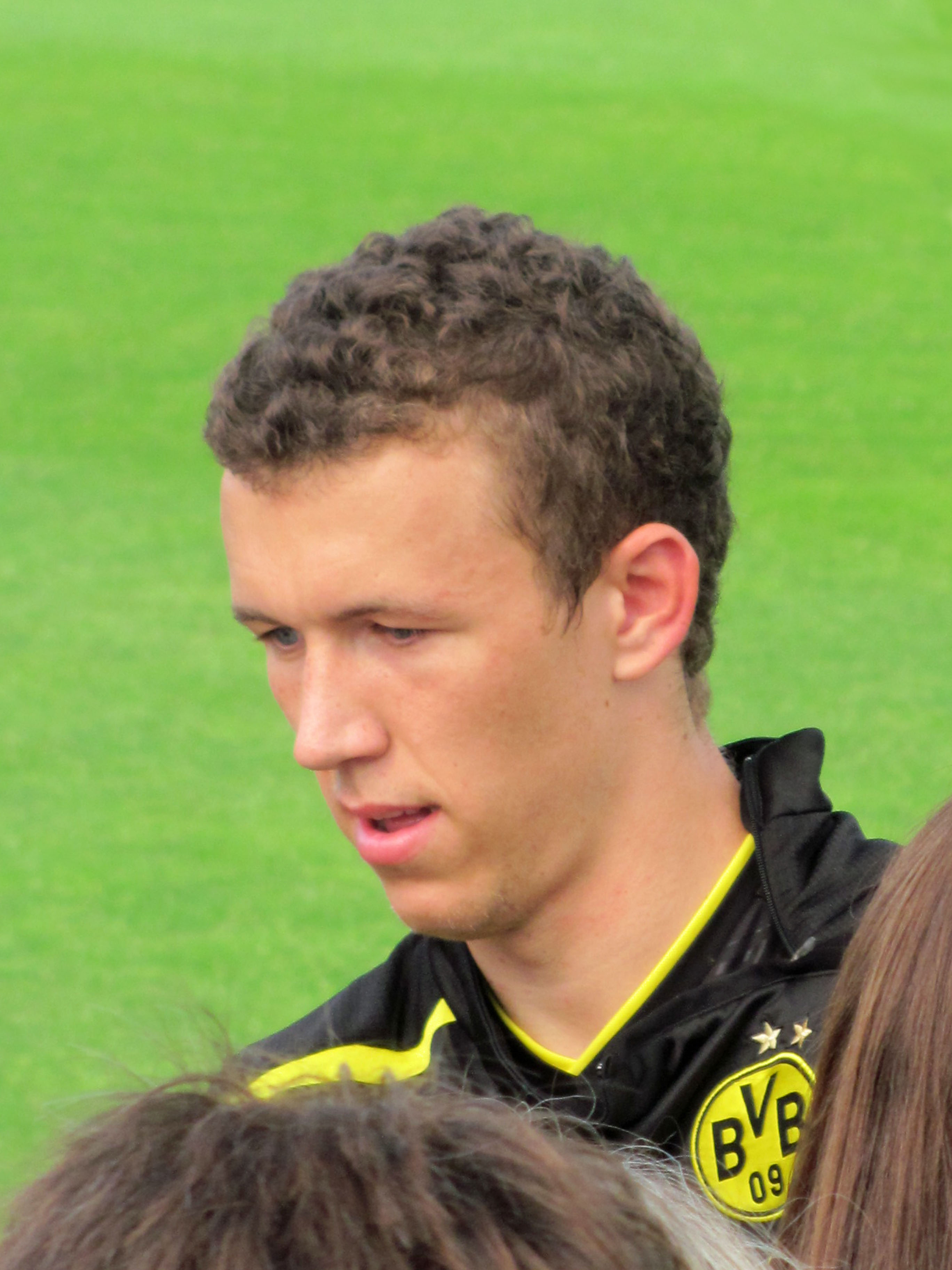
Ivan Perišić werd in het seizoen 2011/12 topschutter en Profvoetballer van het Jaar alvorens hij een transfer naar Borussia Dortmund versierde.

| Nr. | Speler         | Club           | G  | W  | GPW  |
| --- | -------------- | -------------- | -- | -- | ---- |
| 1.  | Ivan Perišić   | Club Brugge    | 22 | 37 | 0,59 |
| 2.  | Jelle Vossen   | KRC Genk       | 20 | 37 | 0,54 |
| 3.  | Paulo Henrique | KVC Westerlo   | 18 | 32 | 0,56 |
| 4.  | Romelu Lukaku  | RSC Anderlecht | 16 | 37 | 0,43 |
| 5.  | Ronald Vargas  | Club Brugge    | 15 | 23 | 0,65 |

## Trainerswissels
- 4 september 2010: Danny Ost en zijn volledige technische staf namen ontslag bij KAS Eupen. De club stond op dat moment laatste met 0 op 15. Twee dagen later werd de Italiaan Eziolino Capuano aangenomen als nieuwe hoofdtrainer.
- 18 september 2010: Aimé Anthuenis werd ontslagen bij Lierse SK na een 2-0 nederlaag bij Westerlo. Assistent Eric Van Meir werd de nieuwe hoofdcoach.
- 20 september 2010: Sporting Charleroi ontsloeg trainer Jacky Mathijssen na een 0-5 nederlaag tegen Club Brugge. De volgende wedstrijd tegen Standard werd geleid door interim-trainer Tibor Balog. Op 23 september werd László Csaba aangesteld tot nieuwe hoofdcoach.
- 24 september 2010: Eziolino Capuano stapte na 19 dagen alweer op bij Eupen. De club had op dat moment 1 op 24. Capuano werd opgevolgd door Albert Cartier.
- 24 oktober 2010: Bart De Roover vertrok in onderling overleg bij SV Zulte Waregem na een 0-0 gelijkspel tegen K. Lierse SK en een totaal van 11 punten uit de voorbije 10 wedstrijden. Assistent Eddy Van Den Berghe stond als hoofdcoach aan het roer in de bekerwedstrijd tegen White Star Woluwe. Hugo Broos werd uiteindelijk de nieuwe hoofdcoach.
- 29 november 2010: Glen De Boeck uitte enkele dagen eerder zijn ongenoegen in de media en werd ontslagen als trainer van Germinal Beerschot. Assistenten Stan Van den Buys en Freddy Heirman namen over. Enkele dagen later werd Jacky Mathijssen aangesteld als nieuwe coach.
- 3 januari 2011: Lierse sprokkelde onder Eric Van Meir slechts 12 punten uit veertien wedstrijden, ondanks een veelbelovend begin. Tijdens de winterstop werd Trond Sollied gecontracteerd als nieuwe coach. Van Meir kreeg een andere functie binnen de club.
- 17 maart 2011: Met PO III in het vooruitzicht ontsloeg Sporting Charleroi haar Hongaarse coach László Csaba. Welgeteld één week later werd diens landgenoot Zoltan Kovacs aangesteld als zijn opvolger.
- 4 april 2011: Na amper 11 dagen werd Zoltan Kovacs bij Sporting Charleroi reeds aan de deur gezet. Sportief adviseur Luka Peruzovic nam het roer over.

## Individuele prijzen
| Prijs                            | Winnaar            | Club           |
| -------------------------------- | ------------------ | -------------- |
| Gouden Schoen                    | Mbark Boussoufa    | RSC Anderlecht |
| Mooiste Doelpunt (Gouden Schoen) | Wesley Sonck       | Lierse SK      |
| Profvoetballer van het Jaar      | Ivan Perišić       | Club Brugge    |
| Trainer van het Jaar             | Frank Vercauteren  | KRC Genk       |
| Keeper van het Jaar              | Thibaut Courtois   | KRC Genk       |
| Scheidsrechter van het Jaar      | Frank De Bleeckere | /              |
| Ebbenhouten Schoen               | Romelu Lukaku      | RSC Anderlecht |

## Teampagina's
- KAA Gent in het seizoen 2010/11
- RSC Anderlecht in het seizoen 2010/11
- Cercle Brugge in het seizoen 2010-2011
- Club Brugge in het seizoen 2010-2011
- Germinal Beerschot in het seizoen 2010-2011
- KV Kortrijk in het seizoen 2010-2011
- K. Lierse SK in het seizoen 2010-2011
- KRC Genk in het seizoen 2010/11
- Sint-Truidense VV in het seizoen 2010-11
- Standard Luik in het seizoen 2010/11

## Commotie rond de play-offs

### Anderlecht-Standard
Anderlecht-Standard zou normaal gezien op 3 april worden gespeeld, maar Standard ging hiertegen in beroep; ze vonden namelijk dat ze recht hadden op evenveel voorbereidingstijd als KAA Gent voor de kwartfinales van de Beker van België, die gespeeld worden op 6 april. KAA Gent diende echter officieel klacht in tegen deze kalenderwijziging en de burgemeester van Anderlecht weigerde de wedstrijd op 2 april te laten doorgaan omwille van veiligheidsredenen. Op 30 maart liet de Voetbalbond weten dat Anderlecht-Standard zeker niet in het weekend van 2 en 3 april gespeeld zou worden. Hiermee werd gehoor gegeven aan KAA Gent en de burgemeester van Anderlecht. Diezelfde avond werd er echter opnieuw veranderd: de wedstrijd zou toch op de originele datum, namelijk 3 april, gespeeld worden.

### Eupen
Op 25 maart legde Eupen een klacht neer bij zowel het Sportcomité als de rechtbank in kort geding. Aanleiding hiervoor was het feit dat, volgens Eupen, bij de wedstrijd Lierse-KV Mechelen van 15 februari (inhaalwedstrijd van 4 december) de 17-jarige Jason Adesanya wel op het scheidsrechtersblad stond, maar in feite niet speelgerechtigd was. Dit omdat hij op de dag van de oorspronkelijke wedstrijd (4 december) nog geen spelersvergunning zou gehad hebben had. Adesanya had wel 15 februari zijn spelerslicentie bij Lierse wel al verkregen.
Indien Eupen gelijk zou gekregen hebben, zou dit een grote verandering voor de play-offs betekend hebben: Lierse zou dan in plaats van Eupen naar de degradatieduels gegaan zijn en KV Mechelen zou de plaats van Standard in play-off I overgenomen hebben. Op 31 maart besliste het Sportcomité dat de speler wel speelgerechtigd was en verwierp de klacht van Eupen, Eupen ging echter in beroep. De volgende dag echter besliste de arbeidsrechter van de Eupense rechtbank in kort geding wél gehoor te geven aan de klacht van Eupen. Deze legde een dwangsom van 500.000 euro op indien de wedstrijden toch door zouden gaan. De Voetbalbond stelde zich echter borg voor het bedrag; de wedstrijden gingen dus gewoon door. De Voetbalbond ging ook in beroep tegen deze uitspraak. Op 7 april 2011 bevestigde het Beroepscomité van de KBVB de uitspraak van het Sportcomité van 31 maart.

### KAA Gent
Ook KAA Gent trok naar de Voetbalbond. Er werd een klacht neergelegd aangezien Gent minder voorbereidingstijd zou hebben dan de rest van de ploegen in Play-off I. De Kalendercommissie gaf hier gehoor aan en verplaatste twee wedstrijden (Gent-Standard en Gent-Lokeren).